# Citry
Citry est une commune française située dans le département de Seine-et-Marne en région Île-de-France. 

## Géographie

### Localisation

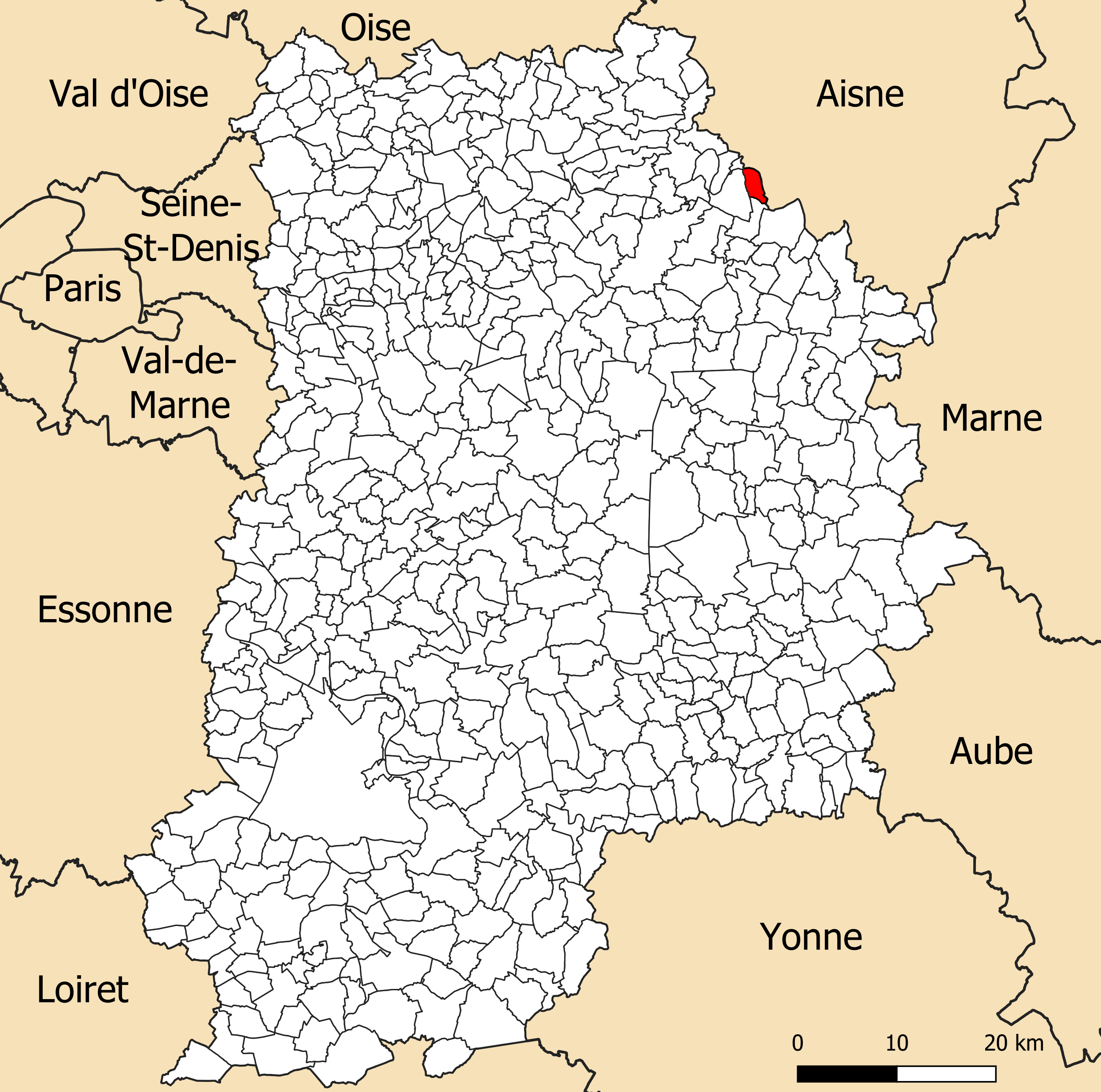
Localisation de la commune de Citry dans le département de Seine-et-Marne.

À la bordure du département de l'Aisne, la commune est située le long de la Marne rive gauche face à Crouttes-sur-Marne (Aisne) sur l'autre rive.
La commune se situe à environ 10,6 km par la route,  au nord-est de La Ferté-sous-Jouarre
,.

### Communes limitrophes
| Nanteuil-sur-Marne | Crouttes-sur-Marne (Aisne) |                          |
| Saâcy-sur-Marne    | Citry                      | Charly-sur-Marne (Aisne) |
|                    | Bussières                  | Pavant (Aisne)           |

### Géologie et relief
L'altitude de la commune varie de 54 mètres à 191 mètres pour le point le plus haut, le centre du bourg se situant à environ 59 mètres d'altitude (mairie). Elle est classée en zone de sismicité 1, correspondant à une sismicité très faible.

### Hydrographie

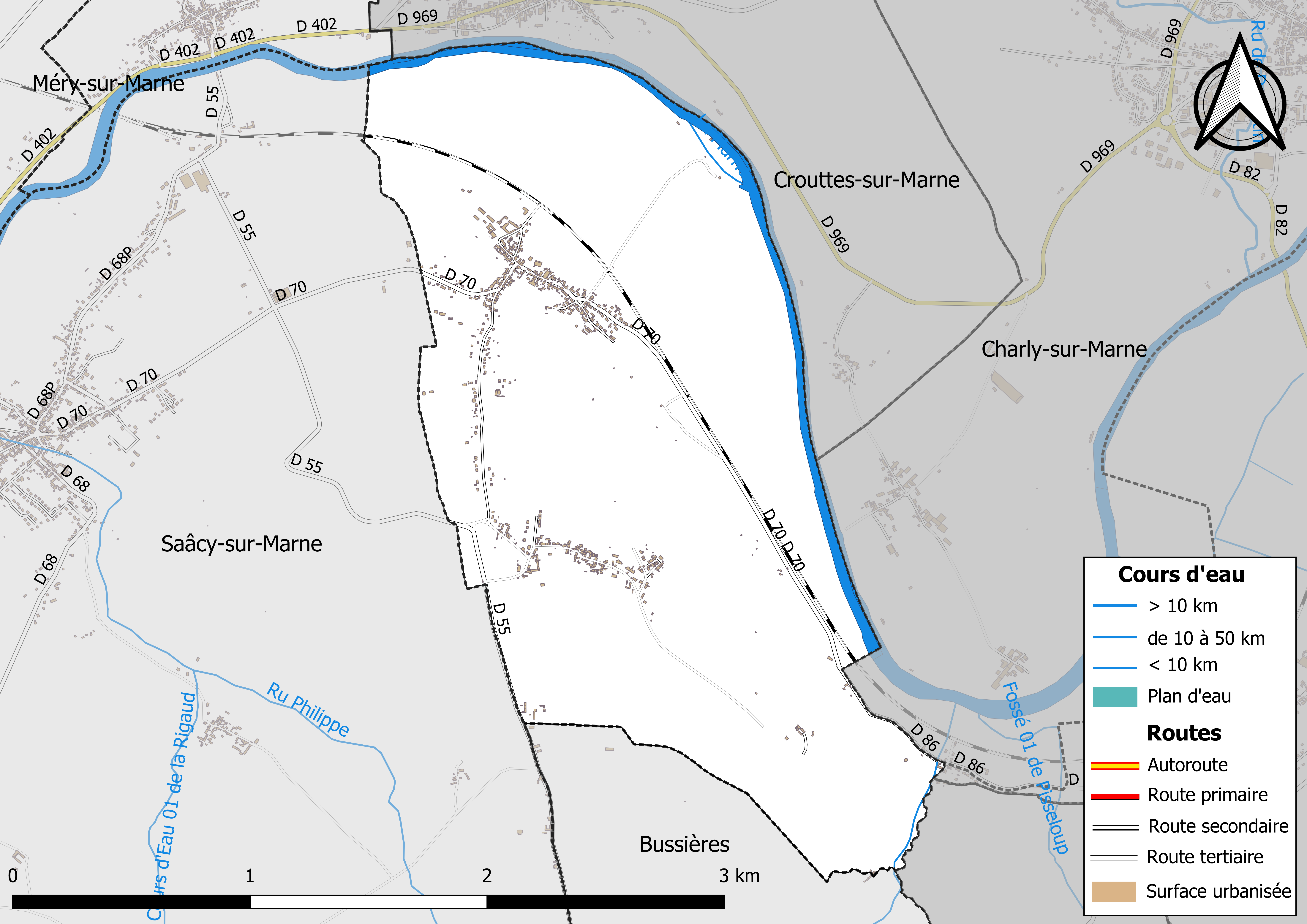
Carte des réseaux hydrographique et routier de Citry.

Le réseau hydrographique de la commune se compose de trois cours d'eau référencés :
- la rivière la Marne, longue de 514,26 km[4], principal affluent de la Seine, ainsi que :
  - un bras de 0,5 km[5] ;
- le cours d'eau 01 de la Cour d'Artois, 1,95 km[6], qui conflue avec l’aqueduc de la Dhuis.

Par ailleurs, son territoire est également traversé par l'aqueduc de la Dhuis.
La longueur totale des cours d'eau sur la commune est de 6,94 km.

### Climat
Pour des articles plus généraux, voir Climat de l'Île-de-France et Climat de Seine-et-Marne.
En 2010, le climat de la commune est de type climat océanique dégradé des plaines du Centre et du Nord, selon une étude du CNRS s'appuyant sur une série de données couvrant la période 1971-2000. En 2020, Météo-France publie une typologie des climats de la France métropolitaine dans laquelle la commune est exposée à un climat océanique altéré et est dans la région climatique Nord-est du bassin Parisien, caractérisée par un ensoleillement médiocre, une pluviométrie moyenne régulièrement répartie au cours de l’année et un hiver froid (3 °C).
Pour la période 1971-2000, la température annuelle moyenne est de 10,6 °C, avec une amplitude thermique annuelle de 14,6 °C. Le cumul annuel moyen de précipitations est de 732 mm, avec 12,2 jours de précipitations en janvier et 7,9 jours en juillet. Pour la période 1991-2020, la température moyenne annuelle observée sur la station météorologique la plus proche, située sur la commune de Saint-Cyr-sur-Morin à 8 km à vol d'oiseau, est de 11,2 °C et le cumul annuel moyen de précipitations est de 814,8 mm,. Pour l'avenir, les paramètres climatiques de la commune estimés pour 2050 selon différents scénarios d'émission de gaz à effet de serre sont consultables sur un site dédié publié par Météo-France en novembre 2022.

### Milieux naturels et biodiversité

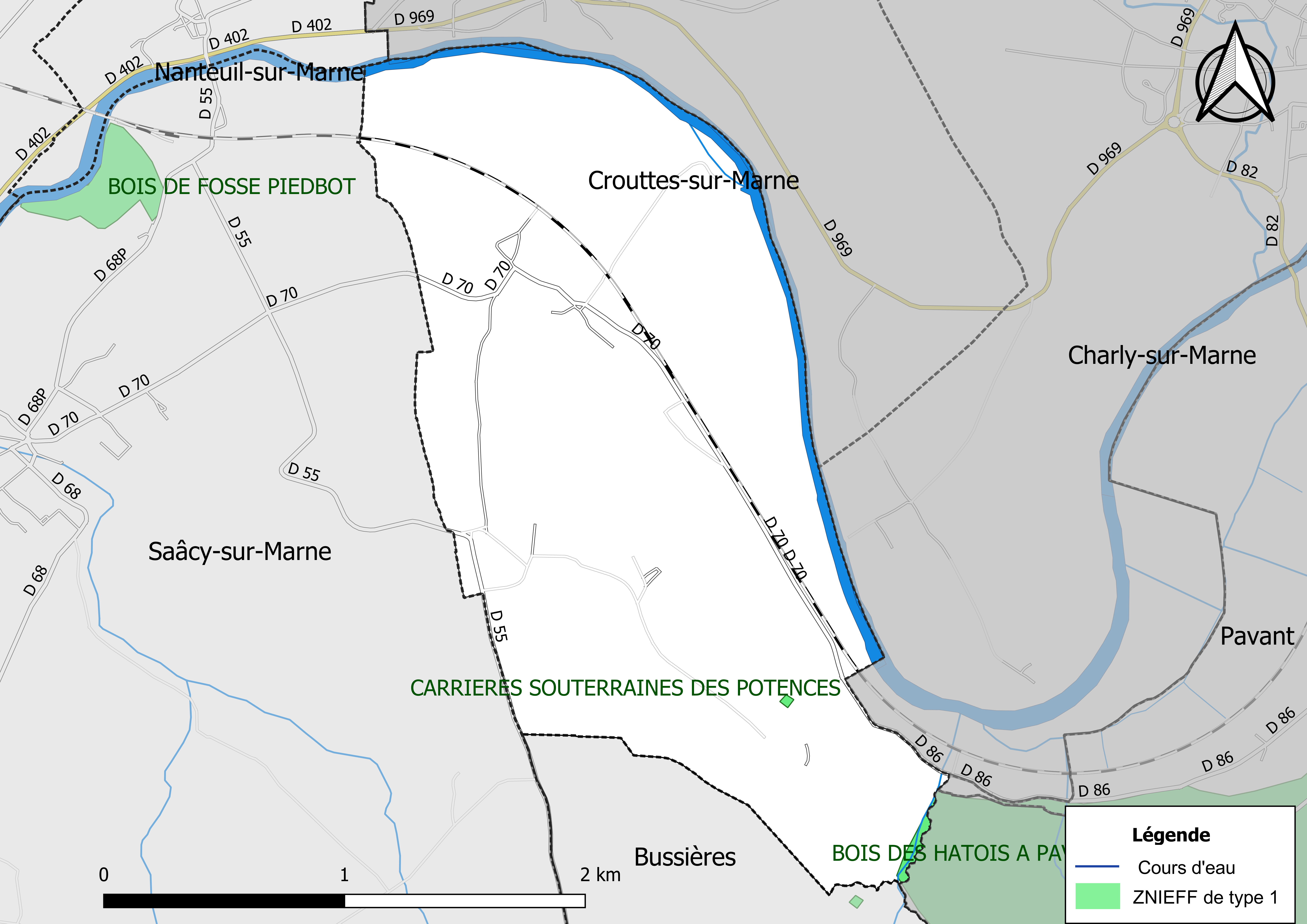
Carte des ZNIEFF de type 1 localisées sur la commune.

L’inventaire des zones naturelles d'intérêt écologique, faunistique et floristique (ZNIEFF) a pour objectif de réaliser une couverture des zones les plus intéressantes sur le plan écologique, essentiellement dans la perspective d’améliorer la connaissance du patrimoine naturel national et de fournir aux différents décideurs un outil d’aide à la prise en compte de l’environnement dans l’aménagement du territoire.
Le territoire communal de Citry comprend une ZNIEFF de type 1,, 
les « Carrières Souterraines des Potences » (0,33 ha), couvrant 2 communes du département.

## Urbanisme

### Typologie
Au 1er janvier 2024, Citry est catégorisée bourg rural, selon la nouvelle grille communale de densité à sept niveaux définie par l'Insee en 2022.
Elle est située hors unité urbaine. Par ailleurs la commune fait partie de l'aire d'attraction de Paris, dont elle est une commune de la couronne,. Cette aire regroupe 1 929 communes,.

### Lieux-dits et écarts
La commune compte 102 lieux-dits administratifs répertoriés consultables ici dont Villaré.

### Occupation des sols
L'occupation des sols de la commune, telle qu'elle ressort de la base de données européenne d’occupation biophysique des sols Corine Land Cover (CLC), est marquée par l'importance des territoires agricoles (49,4 % en 2018), en diminution par rapport à 1990 (52,2 %). La répartition détaillée en 2018 est la suivante : 
terres arables (41,9% ), forêts (34% ), zones urbanisées (12,8% ), zones agricoles hétérogènes (7,4% ), milieux à végétation arbustive et/ou herbacée (3,9 %).
Parallèlement, L'Institut Paris Région, agence d'urbanisme de la région Île-de-France, a mis en place un inventaire numérique de l'occupation du sol de l'Île-de-France, dénommé le MOS (Mode d'occupation du sol), actualisé régulièrement depuis sa première édition en 1982. Réalisé à partir de photos aériennes, le Mos distingue les espaces naturels, agricoles et forestiers mais aussi les espaces urbains (habitat, infrastructures, équipements, activités économiques, etc.) selon une classification pouvant aller jusqu'à 81 postes, différente de celle de Corine Land Cover,,. L'Institut met également à disposition des outils permettant de visualiser par photo aérienne l'évolution de l'occupation des sols de la commune entre 1949 et 2018.

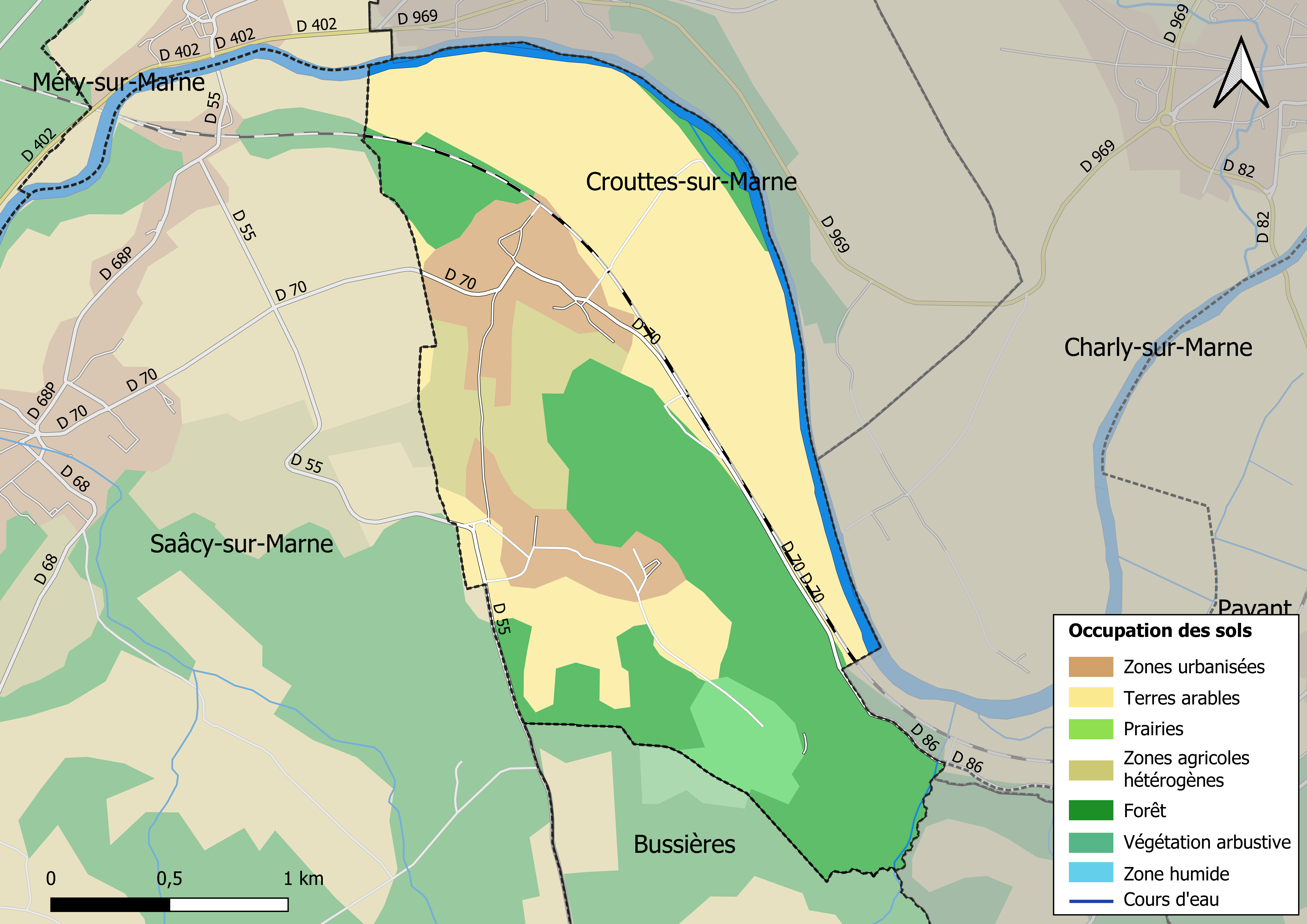
Carte des infrastructures et de l'occupation des sols en 2018 (CLC) de la commune.
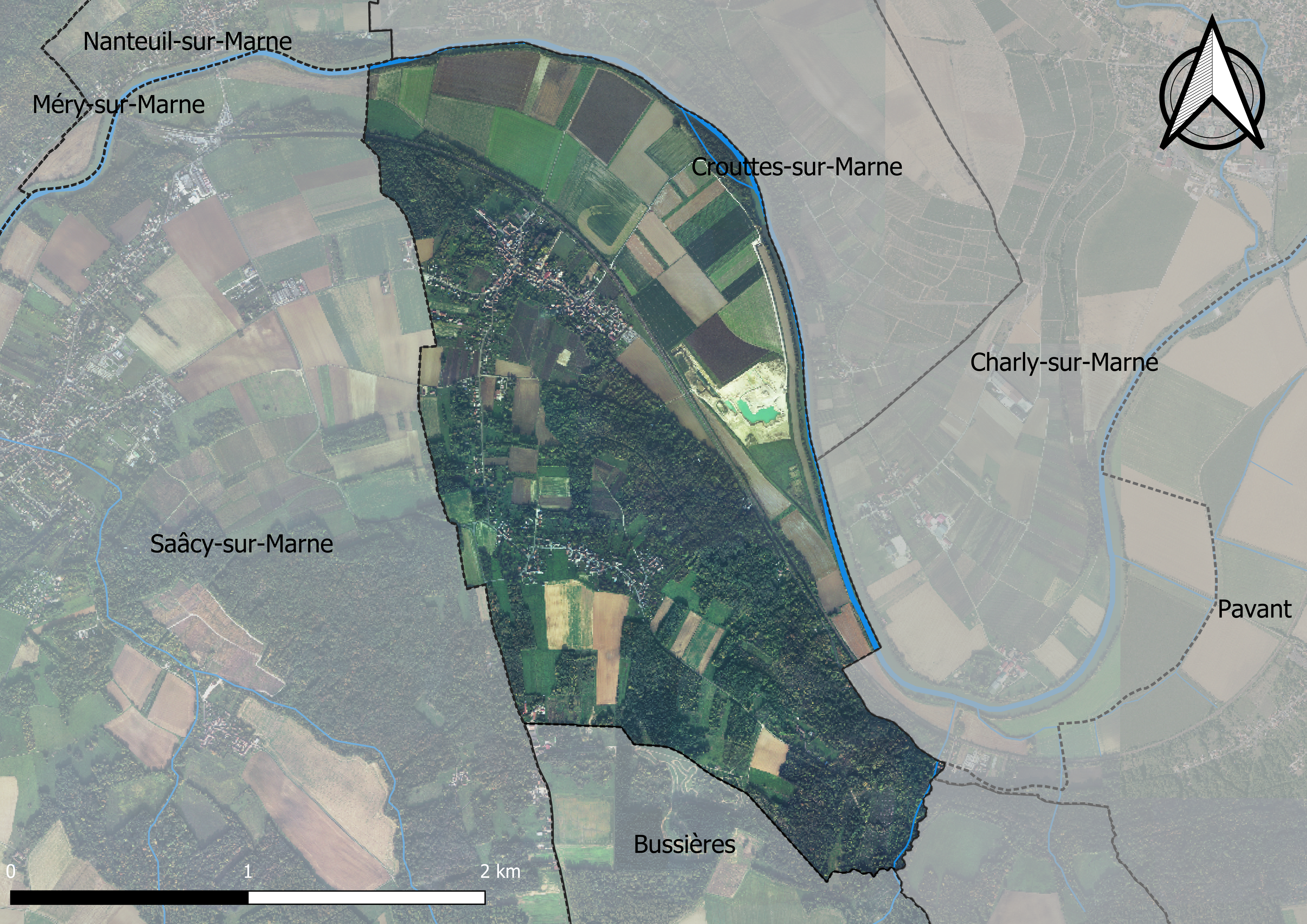
Carte orhophotogrammétrique de la commune.

### Planification
La commune disposait en 2019 d'un plan local d'urbanisme approuvé. Le zonage réglementaire et le règlement associé peuvent être consultés sur le Géoportail de l'urbanisme.

### Logement
En 2017, le nombre total de logements dans la commune était de 429 dont 84,6 % de maisons (maisons de ville, corps de ferme, pavillons, etc.) et 12,9 % d'appartements.
Parmi ces logements, 77,5 % étaient des résidences principales, 8,4 % des résidences secondaires et 14 % des logements vacants.
La part des ménages fiscaux propriétaires de leur résidence principale s'élevait à 85,3 % contre 12 % de locataires et 2,7 % logés gratuitement.

### Voies de communication et transports

#### Voies de communication
La RD 407 reliant La Ferté-sous-Jouarre à Châlons-en-Champagne passe à proximité.

#### Transports
Route : La commune est desservie par la ligne 48 du réseau de bus Brie et 2 Morin.
Ferroviaire : La commune est desservie par la ligne P du Transilien en gare de Nanteuil - Saâcy, située à 1km500 de Citry. Cette gare est la dernière à bénéficier de la tarification Ile de France en direction de Château-Thierry d'où la fréquentation élevée.

## Toponymie
Le nom de la localité est mentionné sous les formes Citri en 1225 ; Citeri en vers 1240 ; Citriacum en 1246 ; Citri en 1325,.
Ce toponyme provient de l'agglutination nom de personne gallo-romain citterius et du suffixe acum qui signifie : la « terre de citterius ».

## Histoire
Il est certain que Citry existait vraisemblablement dans un passé très lointain puisqu’il a été trouvé un racloir en silex vers les plâtrières de Pisseloup (hameau de Citry pour partie). Un peu en aval de ce hameau existait un gué pavé, aboutissement de la voie romaine.
Citry était écrit Sitri. À cette époque, le village était complètement isolé au pied d’une falaise.

## Politique et administration

### Liste des maires
| Période                                  | Période  | Identité           | Étiquette | Qualité               |
| ---------------------------------------- | -------- | ------------------ | --------- | --------------------- |
| Les données manquantes sont à compléter. |          |                    |           |                       |
| mars 2008                                | En cours | Thierry Fleischman |           | Inspecteur académique |

## Équipements et services

### Eau et assainissement
L’organisation de la distribution de l’eau potable, de la collecte et du traitement des eaux usées et pluviales relève des communes. La loi NOTRe de 2015 a accru le rôle des EPCI à fiscalité propre en leur transférant cette compétence. Ce transfert devait en principe être effectif au 1er janvier 2020, mais la loi Ferrand-Fesneau du 3 août 2018 a introduit la possibilité d’un report de ce transfert au 1er janvier 2026,.

#### Assainissement des eaux usées
En 2020, la gestion du service d'assainissement collectif de la commune de Citry est assurée par la communauté d'agglomération Coulommiers Pays de Brie (CACPB) pour la collecte, le transport et la dépollution. Ce service est géré en délégation par une entreprise privée, dont le contrat arrive à échéance le 31 décembre 2025,,.
L’assainissement non collectif (ANC) désigne les installations individuelles de traitement des eaux domestiques qui ne sont pas desservies par un réseau public de collecte des eaux usées et qui doivent en conséquence traiter elles-mêmes leurs eaux usées avant de les rejeter dans le milieu naturel. La communauté d'agglomération Coulommiers Pays de Brie (CACPB) assure pour le compte de la commune le service public d'assainissement non collectif (SPANC), qui a pour mission de vérifier la bonne exécution des travaux de réalisation et de réhabilitation, ainsi que le bon fonctionnement et l’entretien des installations,.

#### Eau potable
En 2020, l'alimentation en eau potable est assurée par la communauté d'agglomération Coulommiers Pays de Brie (CACPB) qui en a délégué la gestion à la SAUR, dont le contrat expire le 31 décembre 2025,.

## Population et société

### Démographie
L'évolution du nombre d'habitants est connue à travers les recensements de la population effectués dans la commune depuis 1793. Pour les communes de moins de 10 000 habitants, une enquête de recensement portant sur toute la population est réalisée tous les cinq ans, les populations de référence des années intermédiaires étant quant à elles estimées par interpolation ou extrapolation. Pour la commune, le premier recensement exhaustif entrant dans le cadre du nouveau dispositif a été réalisé en 2006.

En 2022, la commune comptait 924 habitants, en évolution de +2,67 % par rapport à 2016 (Seine-et-Marne : +3,92 %, France hors Mayotte : +2,11 %).
| 1793 | 1800 | 1806 | 1821 | 1831 | 1836 | 1841 | 1846 | 1851 |
| ---- | ---- | ---- | ---- | ---- | ---- | ---- | ---- | ---- |
| 667  | 756  | 726  | 715  | 744  | 737  | 752  | 794  | 766  |

| 1856 | 1861 | 1866 | 1872 | 1876 | 1881 | 1886 | 1891 | 1896 |
| ---- | ---- | ---- | ---- | ---- | ---- | ---- | ---- | ---- |
| 735  | 711  | 735  | 663  | 676  | 695  | 680  | 668  | 674  |

| 1901 | 1906 | 1911 | 1921 | 1926 | 1931 | 1936 | 1946 | 1954 |
| ---- | ---- | ---- | ---- | ---- | ---- | ---- | ---- | ---- |
| 621  | 586  | 603  | 579  | 612  | 575  | 517  | 475  | 502  |

| 1962 | 1968 | 1975 | 1982 | 1990 | 1999 | 2006 | 2011 | 2016 |
| ---- | ---- | ---- | ---- | ---- | ---- | ---- | ---- | ---- |
| 452  | 428  | 422  | 459  | 640  | 682  | 746  | 808  | 900  |

| 2021 | 2022 | - | - | - | - | - | - | - |
| ---- | ---- | - | - | - | - | - | - | - |
| 941  | 924  | - | - | - | - | - | - | - |

## Économie
La commune est comprise dans la zone d'appellation contrôlée "champagne".

### Revenus de la population et fiscalité
En 2018, le nombre de ménages fiscaux de la commune était de 340, représentant 915 personnes et la  médiane du revenu disponible par unité de consommation  de 21 070 euros.

### Emploi
En 2018, le nombre total d’emplois dans la zone était de 94, occupant 417 actifs  résidants (dont 18,9 % dans la commune de résidence et 81,1 % dans une commune autre que la commune de résidence).
Le taux d'activité de la population (actifs ayant un emploi) âgée de 15 à 64 ans s'élevait à 68,6 % contre un taux de chômage de 9 %. 
Les 22,4 % d’inactifs se répartissent de la façon suivante : 8,2 % d’étudiants et stagiaires non rémunérés, 7,5 % de retraités ou préretraités et 6,7 % pour les autres inactifs.

### Secteurs d'activité

#### Entreprises et commerces
En 2019, le nombre d’unités légales et d’établissements (activités marchandes hors agriculture) par secteur d'activité était de 47 dont 2 dans l’industrie manufacturière, industries extractives et autres, 9 dans la construction, 11 dans le commerce de gros et de détail, transports, hébergement et restauration, 6 dans l’Information et communication, 2 dans les activités financières et d'assurance, 1 dans les activités immobilières, 8 dans les activités spécialisées, scientifiques et techniques et activités de services administratifs et de soutien et 8  étaient relatifs aux autres activités de services.
- Il existe d'anciennes mines de gypse exploitées jusqu'au XIXe siècle.

En 2020, 10 entreprises individuelles ont été créées sur le territoire de la commune.
Au 1er janvier 2021, la commune ne disposait pas d’hôtel et de terrain de camping.

#### Agriculture
Citry est dans la petite région agricole dénommée les « Vallées de la Marne et du Morin », couvrant les vallées des deux rivières, en limite de la Brie. En 2010, l'orientation technico-économique de l'agriculture sur la commune est la polyculture et le polyélevage.
Si la productivité agricole de la Seine-et-Marne se situe dans le peloton de tête des départements français, le département enregistre un double phénomène de disparition des terres cultivables (près de 2 000 ha par an dans les années 1980, moins dans les années 2000) et de réduction d'environ 30 % du nombre d'agriculteurs dans les années 2010. Cette tendance se retrouve au niveau de la commune où le nombre d’exploitations est passé de 12 en 1988 à 6 en 2010. Parallèlement, la taille de ces exploitations augmente, passant de 32 ha en 1988 à 69 ha en 2010.
Viticulture : La commune, avec Saâcy-sur-Marne et Nanteuil-sur-Marne fait partie des trois seules communes de Seine-et-Marne bénéficiant de l'appellation d'origine contrôlée Champagne.
Le tableau ci-dessous présente les principales caractéristiques des exploitations agricoles de Citry, observées sur une période de 22 ans : 
|                                      | 1988 | 2000 | 2010 |
| ------------------------------------ | ---- | ---- | ---- |
| Dimension économique,                |      |      |      |
| Nombre d’exploitations (u)           | 12   | 8    | 6    |
| Travail (UTA)                        | 14   | 11   | 10   |
| Surface agricole utilisée (ha)       | 378  | 419  | 414  |
| Cultures                             |      |      |      |
| Terres labourables (ha)              | 357  | 398  | 403  |
| Céréales (ha)                        | 238  | 288  | s    |
| dont blé tendre (ha)                 | 145  | 184  | s    |
| dont maïs-grain et maïs-semence (ha) | 59   | 54   | 83   |
| Tournesol (ha)                       | s    |      |      |
| Colza et navette (ha)                | 44   | 51   | 37   |
| Élevage                              |      |      |      |
| Cheptel (UGBTA)                      | 27   | 5    | 0    |

## Culture locale et patrimoine

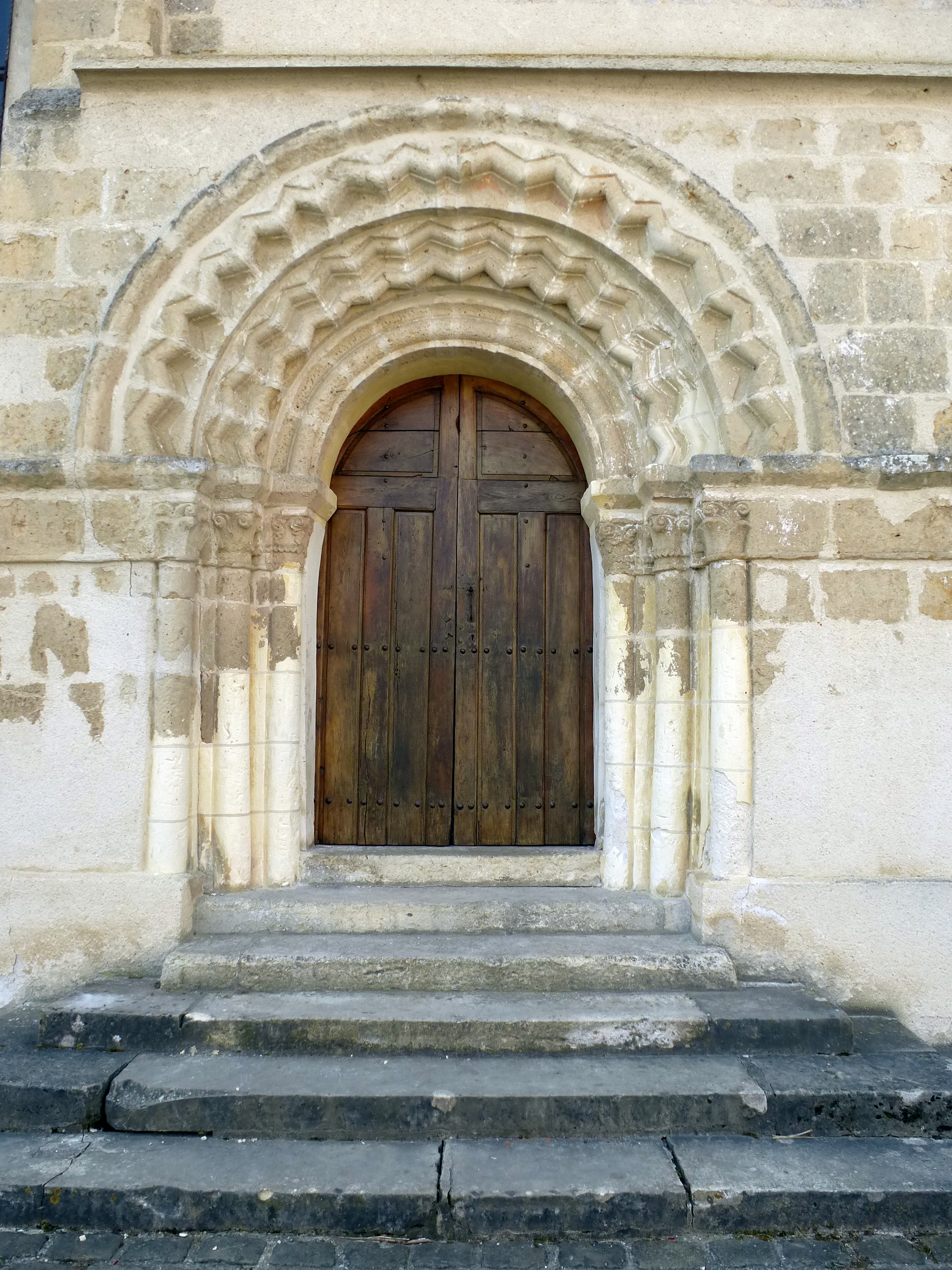
Portail de l'église Saint-Ponce.

### Lieux et monuments
- Église Saint-Ponce dont le portail est classé aux titre des monuments historiques.
- L'aqueduc de la Dhuis.
- Coteaux boisés dominant la vallée de la Marne.
- Passage du sentier de grande randonnée GR 14A.

### Personnalités liées à la commune
- Gaston de Renty, seigneur de Citry.

### Héraldique, devise et logotype
| Blason de Citry | Blason  | De gueules aux deux pals d’or, au chef d’argent chargé d’une masse de carrière de sable accostée de deux doloires affrontées de gueules. Ornements extérieursTimbre : couronne murale Support : rameaux de vigne et de pêcher garnis de fruits. |
| Blason de Citry | Détails | Le chef rend hommage aux seigneurs de Renty. Adopté le 6 mars 1998 |

- Le « gueules », ou rouge, est la couleur traditionnelle de la Brie à laquelle appartient Citry.
- Les deux pals représentent les deux cours d'eau du village que sont la Marne et l'aqueduc de la Dhuys[53].
- La couleur jaune exprime à la fois le nom du village qui vient d'un dénommé Citrius (jaune comme le citron, donc blond) et la culture céréalière, notamment le blé. *Le chef blanc avec les deux doloires rouges reprend une partie de blason du seigneur de Renty qui possédait Citry. Son blason exact était d'argent à trois doloires de gueules celles du chef affrontées.
- La masse de carrier symbolise les plâtrières de la commune[53].

Les ornements représentent des pampres ou vigne pour honorer la viticulture du village sous le label de champagne et du pêcher pour rappeler cette autre culture importante du village actuellement quasiment disparue. La couronne de tours est le symbole échu aux communes.